# Nicolás Lodeiro
Marcelo Nicolás Lodeiro Benítez (* 21. března 1989 Paysandú) je uruguayský fotbalista, hrající na postu ofenzivního záložníka, od roku 2016 působí v americkém klubu Seattle Sounders FC.

## Klubová kariéra
Začínal v Nacionalu Montevideo, s nímž získal v roce 2009 mistrovský titul a postoupil do semifinále Copa Libertadores 2009. Následoval přestup do amsterdamského AFC Ajax, kde už hrál jeho krajan Luis Suárez. S Ajaxem vyhrál Lodeiro Nizozemský fotbalový pohár 2010 a Eredivisie 2011 a 2012. Pak působil v brazilských klubech Botafogo de Futebol e Regatas a SC Corinthians Paulista, sezónu 2015/16 strávil v CA Boca Juniors, kterému pomohl k argentinskému double. V srpnu 2016 přestoupil do Seattlu, kde proměněnou penaltou v rozstřelu ligového finále přispěl k vítězství klubu v Major League Soccer, byl také vyhlášen nejlepším nováčkem soutěže.

## Reprezentační kariéra
S uruguayskou fotbalovou reprezentací obsadil čtvrté místo na mistrovství světa ve fotbale 2010 a vyhrál Copa América 2011. Zúčastnil se také olympijského turnaje 2012, kde vstřelil branku v úvodním zápase proti Spojeným arabským emirátům, ale jeho tým vypadl v základní skupině. Reprezentoval na Konfederačním poháru FIFA 2013 (4. místo), mistrovství světa ve fotbale 2014 (osmifinále), Copa América 2015 (čtvrtfinále) a Copa América 2016 (základní skupina).